# Nordlys (Schiff, 1994)
Die Nordlys (norwegisch für „Nordlicht“) ist ein Passagier- und RoRo-Schiff der Reederei Hurtigruten ASA und wird auf der Hurtigruten an der Küste Norwegens im Linienverkehr eingesetzt.

## Geschichte

### Bau und Indienststellung
Die Nordlys wurde Anfang 1993 als Schwesterschiff der zuvor gebauten Kong Harald für die norwegische Reederei Troms Fylkes Dampskibsselskap A/S (TFDS) bei der Volkswerft in Stralsund mit der Baunummer 102 auf Kiel gelegt. Das Schiff lief am 13. August 1993 vom Stapel und wurde am 22. März 1994 von der norwegischen Politikerin Kirsti Kolle Grøndahl in Oslo getauft. Sie ist bereits das zweite Schiff der Reederei, das diesen Namen trägt.
Die Namensvorgängerin wurde auf der dänischen Ålborg Werft gebaut und 1951 in Dienst gestellt. Sie war bis 1983 auf der Hurtigruten im Einsatz, wechselte danach mehrmals den Eigner und sank am 31. Mai 1988 nordwestlich von Texel.

### Einsatz
Nach der Indienststellung lief die Nordlys zu einer Kurzkreuzfahrt aus, die unter anderem über Stavanger, Newcastle und London führte. Am 4. April 1994 nahm sie offiziell den Liniendienst auf der Hurtigruten zwischen Bergen und Kirkenes auf.
Als die Reederei TFDS in finanzielle Schwierigkeiten geriet, wurde die Nordlys im Juni 2003 an das Unternehmen Kirberg Shipping KS übereignet. TFDS wurde jedoch ein Rückkaufrecht nach 10 und 15 Jahren eingeräumt. Im Rahmen der Fusionierung der Troms Fylkes Dampskibsselskap A/S (TFDS) und der Ofotens og Vesteraalens Dampskibsselskap A/S (OVDS) im März 2006 übernahm die Reederei Hurtigruten ASA den Betrieb des Schiffes.
Aufgrund erneuter finanzieller Probleme und geringer Auslastung der Schiffe im Winterhalbjahr wurde die Nordlys zu Beginn der Wintersaison 2008/09 in Åndalsnes kurzzeitig aufgelegt. In der Zeit vom 28. Januar bis 14. März 2009 ersetzte sie die Richard With im Fahrplan, die nach einem Schaden in einer Werft repariert werden musste. Am 4. April 2009 ging die Nordlys wieder in den planmäßigen Liniendienst.

### Zwischenfall
Auf der nordgehenden Reise von Bergen nach Kirkenes kam es am Morgen des 15. September 2011 kurz vor dem Anlegen in Ålesund zu einem Brand im Maschinenraum, der entgegen ersten Meldungen nicht auf eine Explosion zurückzuführen war und um 09:17 Uhr entdeckt wurde.

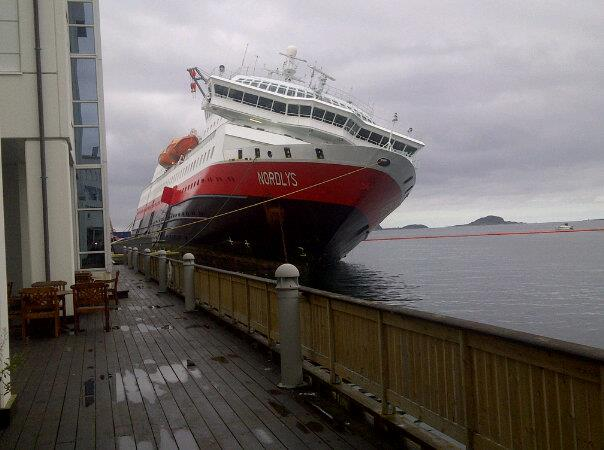
Die havarierte Nordlys im Hafen von Ålesund, Ölsperren im Hintergrund

 Ein Teil der 207 Passagiere wurde mit Rettungsbooten in Sicherheit gebracht, die übrigen Passagiere konnten das Schiff direkt am Kai verlassen. Die Nordlys wurde zum Löschen des Feuers an der Außenmole des Hafens von Ålesund festgemacht. Aufgrund der starken Rauchentwicklung mussten Teile der Innenstadt zeitweise evakuiert werden. Nach Angaben der norwegischen Polizei kamen bei dem Unglück zwei Besatzungsmitglieder ums Leben, 16 Menschen wurden durch Rauchgase leicht verletzt.
Beim Heranziehen des Schiffes an den Kai entstand durch die ausgefahrenen Stabilisatoren ein 38 Zentimeter langer Riss im Rumpf, durch den Wasser ins Schiff eindrang, so dass es Schlagseite bekam und zu kentern drohte. Erst am nächsten Tag gelang es niederländischen Technikern durch den Einsatz von fünf Pumpen, die Krängung von über 22 Grad zu verringern und das Schiff zu stabilisieren. Das Schiff wurde für erste Reparaturen ins Trockendock der Fiskerstrand-Werft (Sula) geschleppt.
Als Ursache für den Brand kommt eine nicht ausreichend fest montierte Kraftstoffpumpe in Betracht, die einige Tage zuvor ausgetauscht worden war. Der auslaufende Kraftstoff könnte sich an heißen Maschinenteilen entzündet haben. Durch Luftmangel versagte anschließend der Notgenerator und aus dem gleichen Grund überhitzte sich auch die Hauptmaschine, die daraufhin stoppte. Die Nordlys nahm nach einem fünfmonatigen Werftaufenthalt den Liniendienst am 20. März 2012 wieder auf und brachte zunächst nordgehend Passagiere von Bergen nach Kirkenes.

## Maschinenanlage und Antrieb
Die dieselmechanische Antriebsanlage der Nordlys besteht aus den beiden mittelschnell laufenden (Drehzahl: 500/min) Sechszylinder-Viertakt-Dieselmotoren des Typs MaK 6M552C, die über Reduktionsgetriebe (Lohmann GCK 755) auf jeweils einen Kamewa-Verstellpropeller wirken. Die Stromversorgung des Schiffes erfolgt über zwei Wellengeneratoren mit einer elektrischen Leistung von je 2.875 kVA. Zusätzlich verfügt das Schiff über zwei 1.500-kVA-Generatoren, die von Dieselmotoren des Typs Bergen Diesel KRG-8 angetrieben werden. Der Notstromgenerator leistet 265 kVA. Als Manövrierhilfe sind im Bug zwei Querstrahlanlagen installiert. Um Rollbewegungen zu reduzieren, ist die Nordlys mit einem Paar Stabilisatorflossen ausgerüstet.

## Ausstattung
Die Nordlys kann bei Tagesfahrten bis zu 691 Passagiere aufnehmen. Sie verfügt über 475 Betten in 226 Kabinen (davon 17 Innenkabinen). Drei der Außenkabinen sind barrierefrei. Die 45 Fahrzeug-Stellplätze werden über eine hydraulisch betätigte Laderampe auf der Backbordseite erreicht.
Zu den für die Passagiere zugänglichen Bordeinrichtungen, deren Bezeichnungen auf astronomische Themen verweisen, gehören das Restaurant „Stjernesalen“, das Bistro („Aurora“) sowie der Panorama- und Beobachtungssalon („Orion“ und „Sirius“) mit Bars auf Deck 7. Darüber hinaus stehen den Passagieren ein kleiner Fitnessraum sowie eine Sauna zur Verfügung.

## Galerie

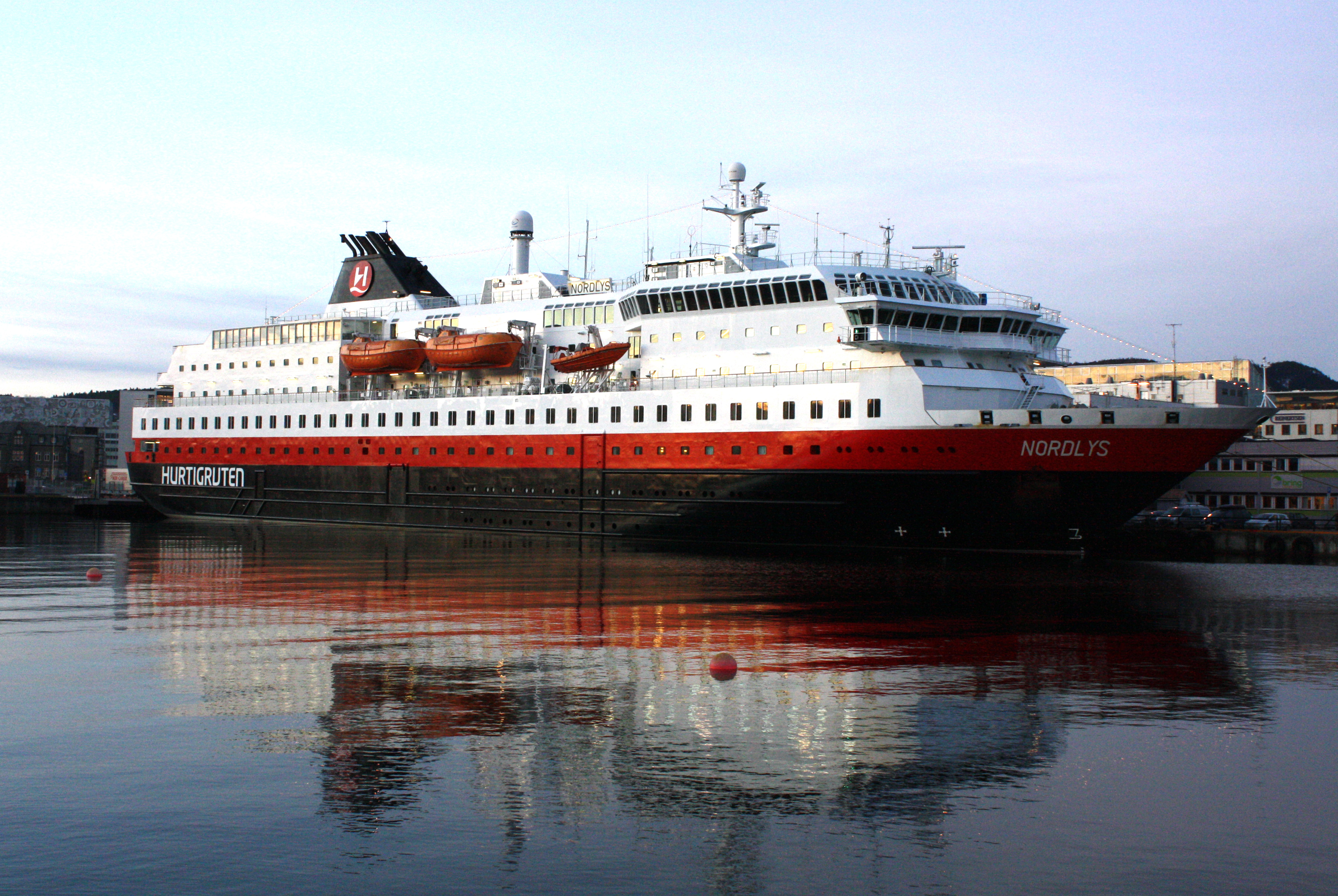
Die Nordlys in Trondheim
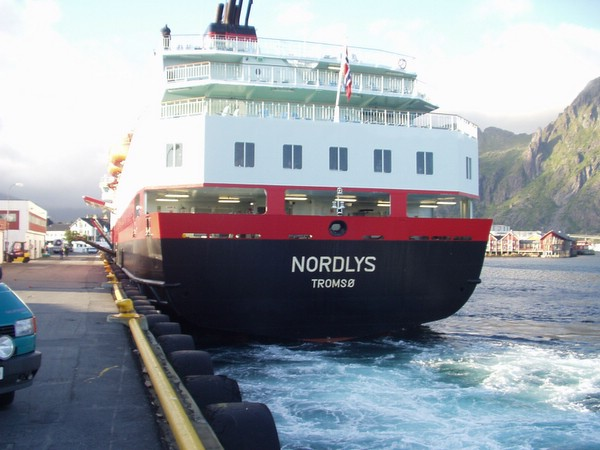
Achterschiff der Nordlys
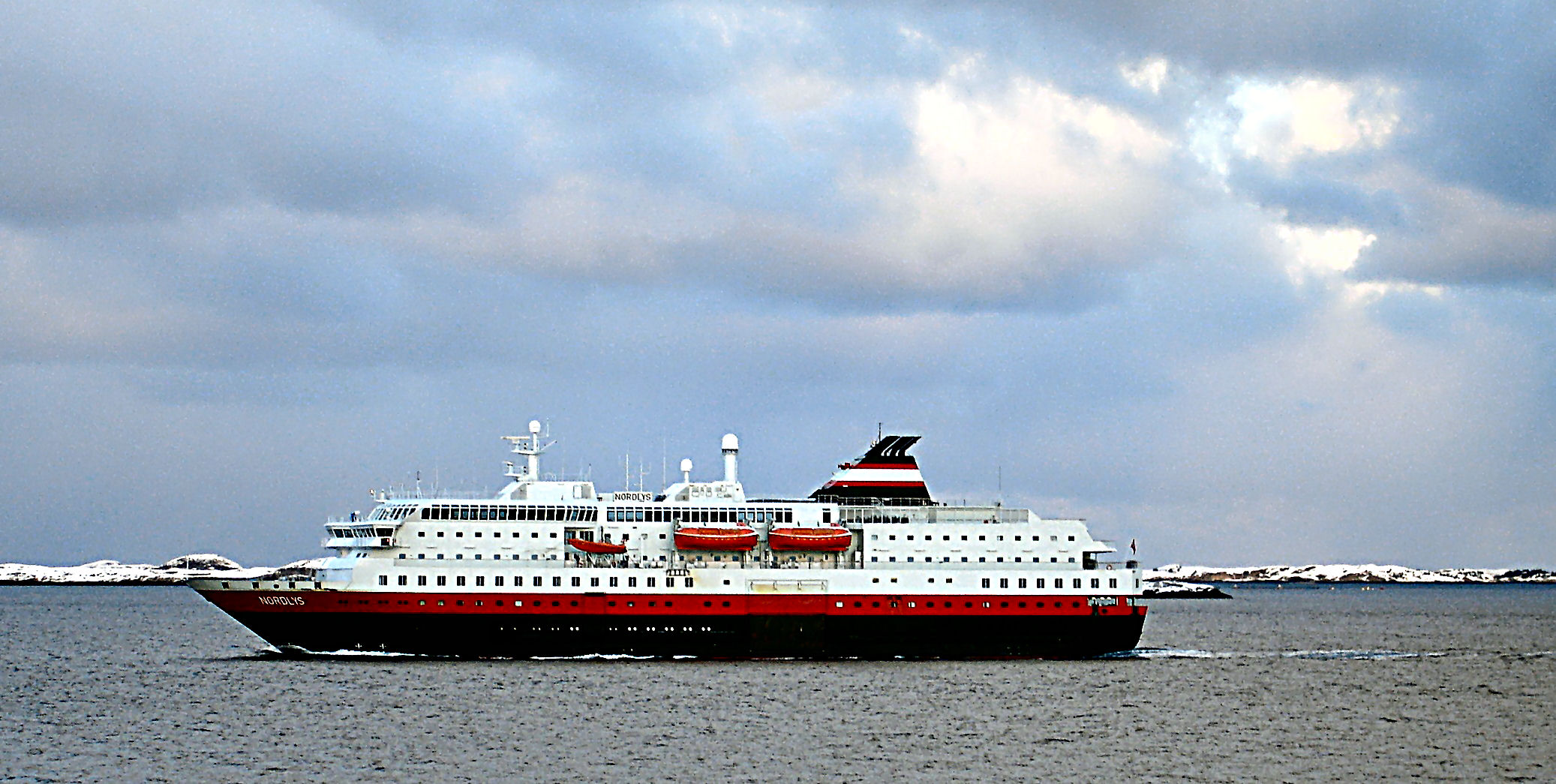
Die Nordlys am Polarkreis
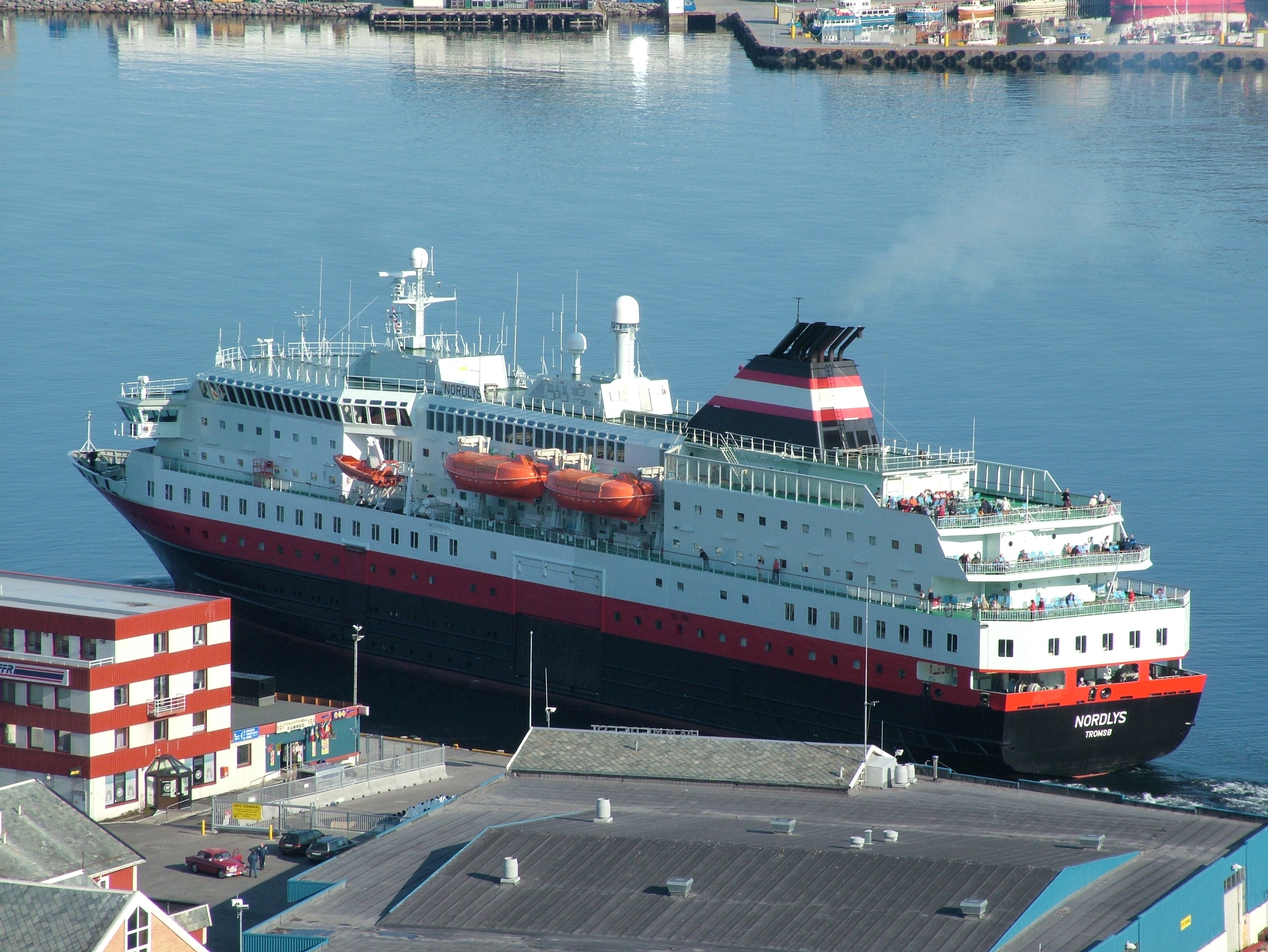
Die Nordlys im Hafen von Hammerfest
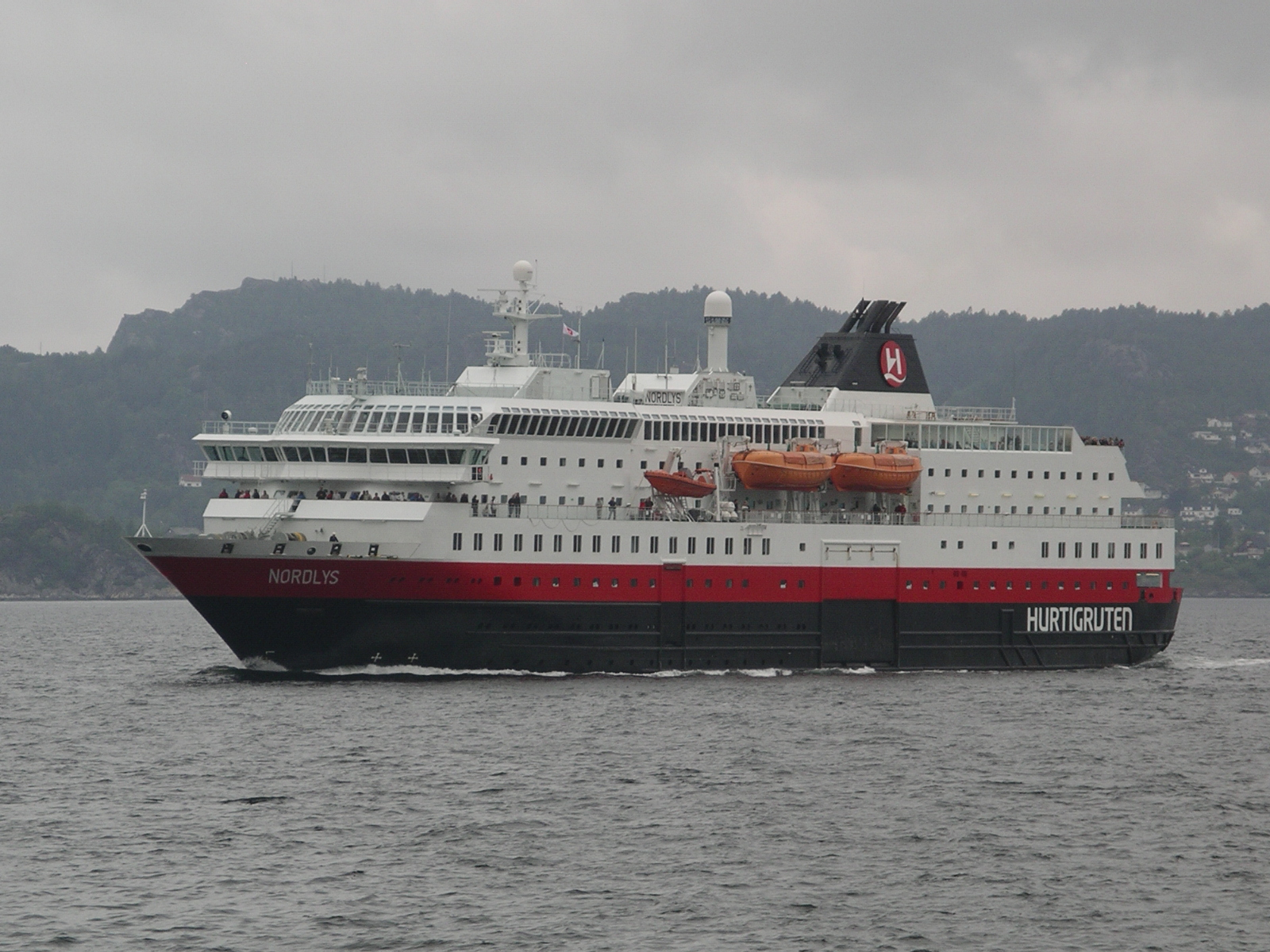
Die Nordlys bei der Einfahrt nach Bergen
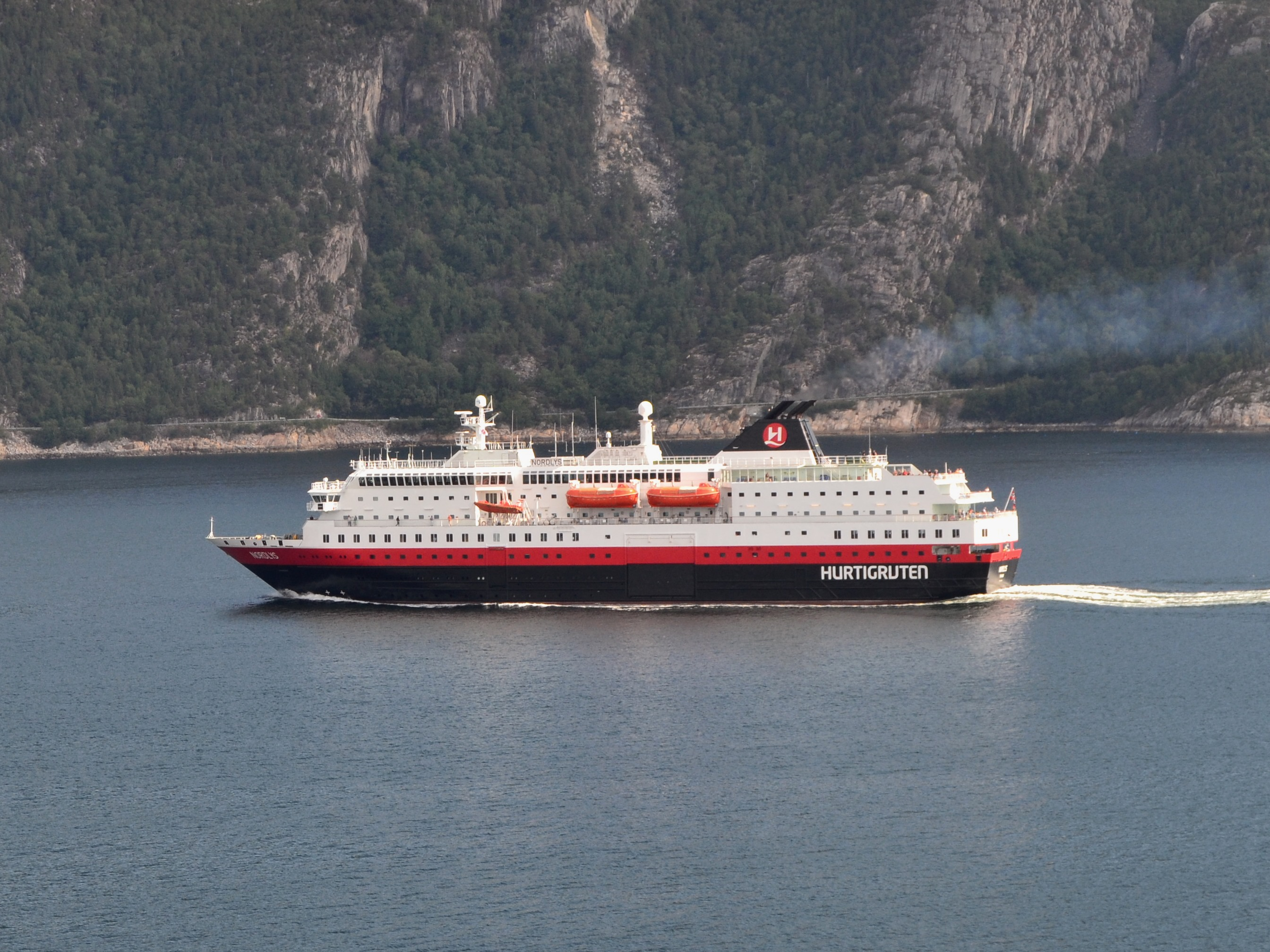
Die Nordlys auf dem Trondheimsfjord